# 上海交通大学人文学院
人文学院，为上海交通大学的一个学院，前身是社会科学及工程系和文学艺术系，后于1997年组建为现人文社会科学学院。
2003年，以文、史、哲、艺为主干学科的人文学院宣告成立，上海交通大学基础文科由此进入新的发展时期。
2015年5月12日，人文学院与国际教育学院合并为新的人文学院，开启了学院发展的新篇章。
人文学院下设中国语言文学系、历史系、哲学系、汉语国际教育中心、艺术教育中心，国家大学生文化素质教育基地挂靠学院。欧洲文化高等研究院、上海交通大学-鲁汶大学“欧洲文化研究中心”、世界反法西斯战争研究中心作为校级学术平台，挂靠人文学院管理。学科布局涵盖中国语言文学、中国历史、世界历史、哲学、艺术等五个一级学科。
人文学院学科建设涵盖文、史、哲、艺4个门类，下设2个本科专业：汉语言文学（中外文化交流方向）、汉语言（面向留学生）；3个本科第二专业：中国语言文学、历史学、音乐学； 3个一级学科硕士点：中国语言文学、中国史、哲学， 1个专业学位硕士点：汉语国际教育； 2个博士点：比较文学与文化理论、马克思主义中国化。
学院简介 （页面存档备份，存于）

## 历史沿革
- 1985年：设立社会科学及工程系和文学艺术系。
- 1997年：成立上海交通大学人文社会科学学院。
- 2002年起：分离出凯原法学院、媒体与设计学院、国际与公共事务学院。
- 2009年6月：分离出马克思主义学院。
- 2015年5月12日，人文学院与国际教育学院合并为新的人文学院，开启了学院发展的新篇章。